# Рух (Здзешовіце)
Міський спортивний клуб «Рух» Здзешовіце (пол. Miejski Klub Sportowy Ruch Zdzieszowice) — польський футбольний клуб зі Здзешовіц, заснований у 1946 році. Виступає у Третій лізі. Домашні матчі приймає на Міському стадіоні, місткістю 3 000 глядачів.

## Історія назв
- 1946 — Перший робітничий спортивний клуб «Анна» Здзешовіце;
- 1950-ті — «Унія» Здзешовіце;
- 1965 — Металургійний спортивний клуб «Рух» Здзешовіце;
- 2012 — Міський спортивний клуб «Рух» Здзешовіце.

## Досягнення
- Кубок Польщі
  - Чвертьфіналіст (1): 2011—2012.